# Genicanthus semifasciatus
Genicanthus semifasciatus är en fiskart som först beskrevs av Kamohara, 1934.  Genicanthus semifasciatus ingår i släktet Genicanthus och familjen Pomacanthidae. Inga underarter finns listade i Catalogue of Life.
Exemplaren blir upp till 21 cm långa. Arten har i ryggfenan 15 taggstrålar och 15 till 16 mjukstrålar. I analfenan finns 3 taggstrålar och 17 mjukstrålar. I akvarium uppfödas fisken med hjälp av frystorkade räkor och köttbitar.
Denna fisk förekommer i havet kring Japan, Taiwan och norra Filippinerna. Den vistas vanligen 15 till 200 meter under havsytan. Genicanthus semifasciatus hittas vanligen vid korallrev och andra klippor. En hanne bildar en grupp med flera honor.
Ett fåtal exemplar fångas och hölls i akvarium. Hela populationen bedöms som stor. IUCN kategoriserar arten globalt som livskraftig.